# Upplands runinskrifter 544
Upplands runinskrifter 544 är en vikingatida runsten av sandsten i Husby-Sjuhundra kyrka, Husby-Sjuhundra socken och Norrtälje kommun. Runstenen är 0,97 meter hög och 0,55 meter. Runhöjden är 5-6 centimeter. Stenen hittades i bitar vid öppnandet av en grav på kyrkogården 1900. Runristningen är signerad av Öpir. En liknande inskrift finns på runstenen U 1100.

## Inskriften
Translitterering av runraden:
hultur ' baþ ' ybiʀ rista runa þisa
Normalisering till runsvenska:
Holmdorr(?) bað Øpiʀ rista runaʀ þessaʀ.
Översättning till nusvenska:
Holmdor bad Öpir rista dessa runor.